# Eduard von Stocken
Eduard Karl Julius Theodor Stocken, seit 1871 von Stocken, (* 27. Oktober 1824 in Halberstadt; † 24. Oktober 1897 in Hannover) war ein preußischer Generalleutnant.

## Leben

### Herkunft
Er war der Sohn des Postdirektors August Heinrich Leopold Stocken (1789–1873) und dessen Ehefrau Auguste, geborene Biebler († 1870).

### Militärkarriere
Stocken besuchte Gymnasien in Halberstadt und Schweidnitz. Am 1. April 1847 trat er als Einjährig-Freiwilliger in das 10. Infanterie-Regiment der Preußischen Armee ein und wurde nach seiner Dienstzeit als Unteroffizier zur Reserve entlassen. Anlässlicher der Niederschlagung der Badischen Revolution wurde er im gleichen Jahr einberufen und nahm während des Feldzuges in Baden als Sekondeleutnant an dem Gefecht bei Ladenburg teil. Stocken entschloss sich daraufhin eine Militärkarriere einzuschlagen. Nach bestandener Prüfung wurde er am 15. August 1850 beim 14. Infanterie-Regiment angestellt. Vom 27. Februar 1858 bis zum 5. Juni 1862 war er als Militärlehrer zur Zentral-Turnanstalt nach Berlin kommandiert und wurde zwischenzeitlich am 31. Mai 1859 Premierleutnant. Anschließend avancierte Stocken zum Hauptmann und Kompaniechef. Am 22. September 1863 folgte seine Versetzung zu den Offizieren von der Armee sowie seine Ernennung zum Leiter der Zentral-Turnanstalt. Unter Belassung in dieser Stellung wurde er am 15. Dezember 1863 à la suite des 3. Pommerschen Infanterie-Regiments Nr. 14 gestellt. Anlässlich des Krieges gegen Österreich entband man Stocken von seiner Stellung bei der Zentral-Turnanstalt und er kehrte zu seinem Regiment in den Truppendienst zurück. Mit dem Verband nahm er an den Kämpfen bei Podkost und Gitschin sowie der Königgrätz teil. Nach dem Friedensschluss kehrte Stocken in seine alte Funktion an der Zentral-Turnanstalt zurück. Unter vorläufiger Belassung in dieser Eigenschaft wurde er am 22. März 1868 als Major à la suite des 2. Hannoverschen Infanterie-Regiments Nr. 77 gestellt und am 18. Juni 1869 zum Kommandeur des I. Bataillons im 3. Brandenburgischen Infanterie-Regiment Nr. 20 ernannt. Dieses Bataillon führte er 1870/71 im Krieg gegen Frankreich in den Schlachten bei Gravelotte und Le Mans sowie der Belagerung von Metz. In der Schlacht bei Vionville sowie dem Gefecht bei Azay, wo Stocken durch einen Gewehrschuss leicht verwundet wurde, konnte er sich besonders bewähren und erhielt beide Klassen des Eisernen Kreuzes.
Nach dem Vorfrieden von Versailles wurde Stocken beim feierlichen Einzug der preußischen Truppen in Berlin am 16. Juni 1871 durch König Wilhelm I. „wegen der im Kriege gegen Frankreich vor dem Feinde bewiesenen Tapferkeit“ in den erblichen preußischen Adelsstand erhoben. Er stieg am 22. März 1873 zum Oberstleutnant auf, wurde am 12. Februar 1876 mit der Führung des 1. Ostpreußischen Infanterie-Regiments beauftragt und am 11. März 1876 zum Regimentskommandeur ernannt. In dieser Eigenschaft avancierte er am 22. März 1876 zum Oberst. Als solcher kommandierte Stocken ab dem 12. März 1878 das 3. Garde-Grenadier-Regiment „Königin Elisabeth“ und erhielt für seine Leistungen in der Truppenführung am 18. September 1880 den Kronenorden II. Klasse. Unter Stellung à la suite des Regiments wurde Stocken am 17. August 1882 zum Kommandeur der 26. Infanterie-Brigade in Minden ernannt und am 13. September 1882 zum Generalmajor befördert. Seine langjährigen Leistungen wurden am 20. September 1884 durch die Verleihung des Roten Adlerordens II. Klasse mit Eichenlaub gewürdigt. In Genehmigung seines Abschiedsgesuches wurde Stocken am 12. Juni 1886 unter Verleihung des Charakters als Generalleutnant mit der gesetzlichen Pension zur Disposition gestellt.
Er verbrachte seine letzten Lebensjahre zurückgezogen in Hannover und wurde nach seinem Tod am 28. Oktober 1897 auf dem Invalidenfriedhof in Berlin beigesetzt.

### Familie
Stocken hatte sich am 17. September 1857 in Bromberg mit Maria Hedwig Quassowski (1832–1906) verheiratet. Aus der Ehe gingen folgende Kinder hervor:
- Maria Emilie Auguste Hedwig (* 1858) ⚭ 7. Oktober 1885 Oskar Hülsen, preußischer Oberstleutnant z.D. und Bezirkskommandeur von Konitz[1]
- Leo August Eduard (1862–1926), preußischer Generalleutnant
- Erich Eduard Friedrich (1866–1914), Gutsbesitzer und preußischer Offizier, Militärautor